# Colpoclypeus
Genre
Colpoclypeus est un genre d'hyménoptères de la famille des Eulophidae.

## Systématique
Le genre Colpoclypeus a été créé en 1941 par l'entomologiste italien Elio Lucchese (d) (?-1973).

## Liste d'espèces
Selon Catalogue of Life (8 octobre 2020) :
- Colpoclypeus florus (Walker, 1839)

Auquel pourrait être ajoutée l'espèce suivante décrite en 2011 :
- Colpoclypeus michoacanensis Sanchez & Figueroa, 2011[2]